# Phymanthea
Phymanthea is een geslacht van zeeanemonen uit de familie van de Actiniidae.

## Soort
- Phymanthea pluvia (Drayton in Dana, 1846)